# 名古屋東照宮祭り
名古屋東照宮祭（なごやとうしょうぐうまつり）は徳川家康の3回忌から開始されていた祭礼。命日とされる4月17日と前日の4月16日に実施されていた。戦災被害の山車消失で終了中止となった。

## 歴史
名古屋の東照宮祭りは元和5年に開始されて、七間町が山車に能人形を飾った。元和6年からはからくり山車が製造されて、徳川宗春時代にからくり人形の改修や新しい人形山車が製造された。京都や江戸の祭りより盛大な7000人の行列が町を歩いた大規模祭りである。徳川宗春が実施した名古屋祭りは尾張を代表するコスプレパレード祭りで参列者の仮装や神輿など盛大な名古屋祭りで盛り上がった。
名古屋東照宮祭は戦前までの名古屋祭が東照宮祭であり、。山車は、元和5年に大八車に西行の人形を乗せてその後に牛若と弁慶のからくり人形に改めた9輌の山車は改造されて豪華になり、盛大な祭りは1945年（昭和20年）の戦災ですべての山車を焼失した。

## 戦前の9輌の山車は次の通り
- 戦前の9輌の山車は次の通りである。
- ①橋弁慶車 七間町
- ② 林和靖車 伝馬町
- ③ 雷電車 和泉町
- ④二福神車 長者町
- ⑤ 湯取神子車 桑名町
- ⑥ 唐子車 宮町
- ⑦ 小鍛治車 京町
- ⑧ 石橋車 中市場町
- ⑨猩々車 本町
- 以下の9輌のうち橋弁慶車、雷電車は露天の人形で他の7輌は名古屋型だった。